# Astragalus ferganensis
Astragalus ferganensis es una especie de planta del género Astragalus, de la familia de las leguminosas, orden Fabales.

## Distribución
Astragalus ferganensis se distribuye por Tayikistán, Kirguistán (Osh) y Uzbekistán (Andizhan, Kashkadarinskaya, Namangan y Tashkent).

## Taxonomía
Fue descrita científicamente por (M. Pop.) B. A. Fedtschenko. Fue publicada en Fl. Tadzhikistana 5: 414 (1937).